# 津田左右吉
津田左右吉（1873年10月3日—1961年12月4日）是一位日本歷史學家。

## 生平
1873年，津田左右吉生於日本岐阜縣美濃加茂市的下米田町。他的父親是下級武士，明治維新後返回家鄉務農，並在當地的文明義校教書。津田進入義校後，老師森好齋是山崎闇齋的學生，學習朱子學的同時也開始接觸西洋文明。1889年，他作為東京專門學校政治科的校外生，自修講義，與柳澤政太郎結識，並與隔年插班進入三年級學習。1893年，畢業之後他到中學做教員，1908年，南滿鐵路東京分社成立「滿鮮史研究調查室」，在白鳥庫吉的帶領下研究。1918年，任早稻田大學講師，1920年，任該校文學部教授。1939年，應南原繁的邀請兼任東京帝國大學法學部講師，開設「東洋政治思想史」。在課上他就被右翼學生反駁，同年12月，右翼雜誌也將他的作品稱為「大逆思想」。1940年，他辭任早大教授。1942年，因《古事記與日本書紀研究》、《神代史研究》、《日本上代史研究》、《上代日本社會及思想》四書以出版法26條“冒瀆皇室之尊嚴”而遭起訴，他與出版商岩波書店的負責人岩波茂雄被判決3個月徒刑，緩刑2年。之後津田又繼續上訴，但是這個案件最後卻以免起訴收場。
戰後津田發表了一連串擁護天皇制的文章，1946年，在《世界》雜誌刊載戰後的第一篇作品〈建国の事情と万世一系の思想〉就是如此。同年，津田獲頒早稻田大學名譽教授；1947年，獲推薦為帝國學士院委員，1949年接受國家的「文化勳章」。1961年去世，享年88歲。

## 思想
津田的歷史觀主張歷史就是人的生活。故單從國家、民族、社會、政治型態、經濟型態等集團生活與組織出發來看待歷史，是不夠的。雖然人們事實上經營這些集團生活，並受其影響，但是真實存在的是這些「個人的生活」，而上述的集團正是這些個人生活繁複地交織而成的。不過，津田更強調人的主體性，認為人的心智活動創造這些機構、制度，且人雖然會受到環境的制約，但是人也會克服這些制約，產生新的環境。因此，對津田而言，作為一個歷史家，首先要拋棄現今所有的視角，將自己置於過去的世界，「與那個時代一同苦惱、一同歡喜、意欲、空想」，歷史家就必須具備「如詩人一般的資質」。
津田的中國研究大概可以分成中國文化研究、論語與孔子研究和道家思想與老子研究三種。他批判舊漢學，主張支那學，使用歐洲學者慣用的sinology 一詞，來取代「漢學」一詞，以指稱研究中國的學問。津田不僅要求支那學者將中國視為研究對象，以進行嚴厲的批判；還要求支那學家去關注思想的歷史脈絡，以及產生該思想的政治、社會、文化背景。
回到日本史學，津田於1913年10月發表的《神代史的新研究》一書，認為記紀神代史只是為了展現皇室的尊嚴，在某個時代、由某人構思創作的故事，神代史不僅不是事實，還是穿鑿附會之說。這個觀點被稱為記紀批判-官人述作論。三年後發表的一系列作品的核心關懷都是以文學作品為題材，來考察從古代到近代的國民思想形成過程。津田概述日本單一民族形成的過程，以及日本書化形成的過程與特徵，接著從神代史與上代史中的歌謠、民謠、民間傳說開始談起。

### 腳註
1. ↑  蓑田胸喜「津田左右吉氏の大逆思想」。石井公成「聖徳太子論争はなぜ熱くなるのか」（『駒澤大学大学院仏教学研究会年報』40号、2007年5月)
2. ↑  遠山茂樹『戦後の歴史学と歴史意識』(p34-43)

## 外部連結
- 津田左右吉 ∼建国神話を批判した異端の史学者∼PDF